# Jakub II. Kyperský
Jakub II. Kyperský (1438/1439/1440, Nikósie – 10. července 1473, Famagusta) byl předposlední kyperský král, vládnoucí od roku 1463 do své smrti.

## Arcibiskup z Nikósie
Jakub se narodil v Nikósii jako nemanželský syn kyperského krále Jana II. a Marietty de Patras. Byl velkým oblíbencem svého otce a v roce 1456, když mu bylo asi šestnáct let, byl jmenován arcibiskupem z Nikósie. Když 1. dubna 1457 zavraždil královského komorníka Iacopa Urriho, byl arcibiskupského úřadu zbaven a na lodi Katalánce Juana Tafurese uprchl na Rhodos. Otec ho však omilostnil a arcibiskupství mu vrátil.

## Kyperský král
V roce 1458 jeho otec zemřel a jeho nevlastní sestra Šarlota se stala královnou Kypru. V roce 1460 s podporou mamlúckého sultána Sayf ad-Din Inala Jakub napadl sestřin nárok na trůn a na tři roky jí a jejího manžela Ludvíka Savojského zablokoval na hradě Kyrenia. Když Šarlota v roce 1463 uprchla do Říma, byl Jakub korunován králem. Ve vděčnosti jmenoval svého přítele a podporovatel Juana Tafurese mistrem domácnosti a titulárním hrabětem z Tripoli.

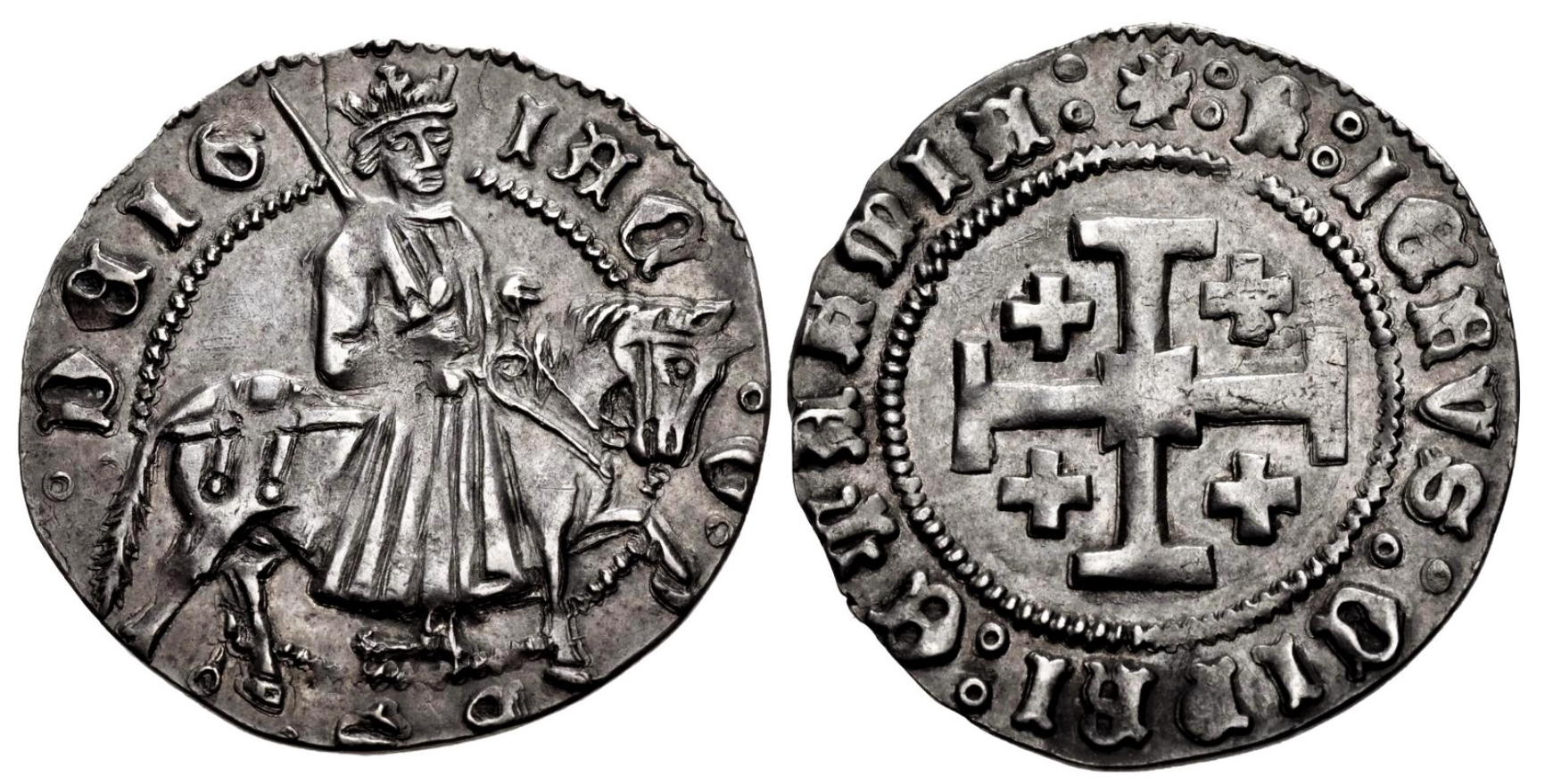
Stříbrná mince Jakuba II. Kyperského, ukazující ho na jedno strani na koni, na rubu je jeruzalémský kříž.

## Manželství, smrt a následnictví
30. července 1468 se v zastoupení oženil se čtrnáctiletou Benátčankou Kateřinou Cornaro. Ta odcestovala na Kypr a v říjnu nebo listopadu 1472 se ve Famagustě uskutečnil sňatek osobně. Jakub zemřel ve Famagustě o necelý rok později; existovalo podezření, že byl otráven benátskými agenty, možná Kateřininými strýci. Podle jeho poslední vůle se Kateřina, která byla těhotná, stala regentkou. Jejich jediný syn Jakub III. zemřel za podezřelých okolností v roce 1474 po svých prvních narozeninách a zanechal tak Kateřinu ve funkci kyperské regentky. Během její vlády byl ostrov kontrolován benátskými obchodníky. V roce 1489 Benátky donutily Kateřinu k abdikaci a Kypr se stal kolonií Benátské republiky.

## Nemanželští potomci
Před sňatkem měl Jakub s milenkou neznámého jména několik dětí:
- Evžen z Lusignanu (1468–1536)
- Janus z Lusignanu (zemřel po roce 1552)
- Šarlota z Lusignanu (1468–1480)

Jakub měl také další milenku jménem Eschiva de Nores, která byla manželkou jeho bratrance Filipa, titulárního knížete z Galileje, nemanželského syna Jakubova prastrýce Jindřicha. Není však známo, že by měl Jakub s touto milenkou nějaké potomky.